# Yvetot-Bocage
Yvetot-Bocage  là một xã thuộc tỉnh Manche trong vùng Normandie tây bắc nước Pháp. Xã này nằm ở khu vực có độ cao trung bình 39 mét trên mực nước biển.